# 새매

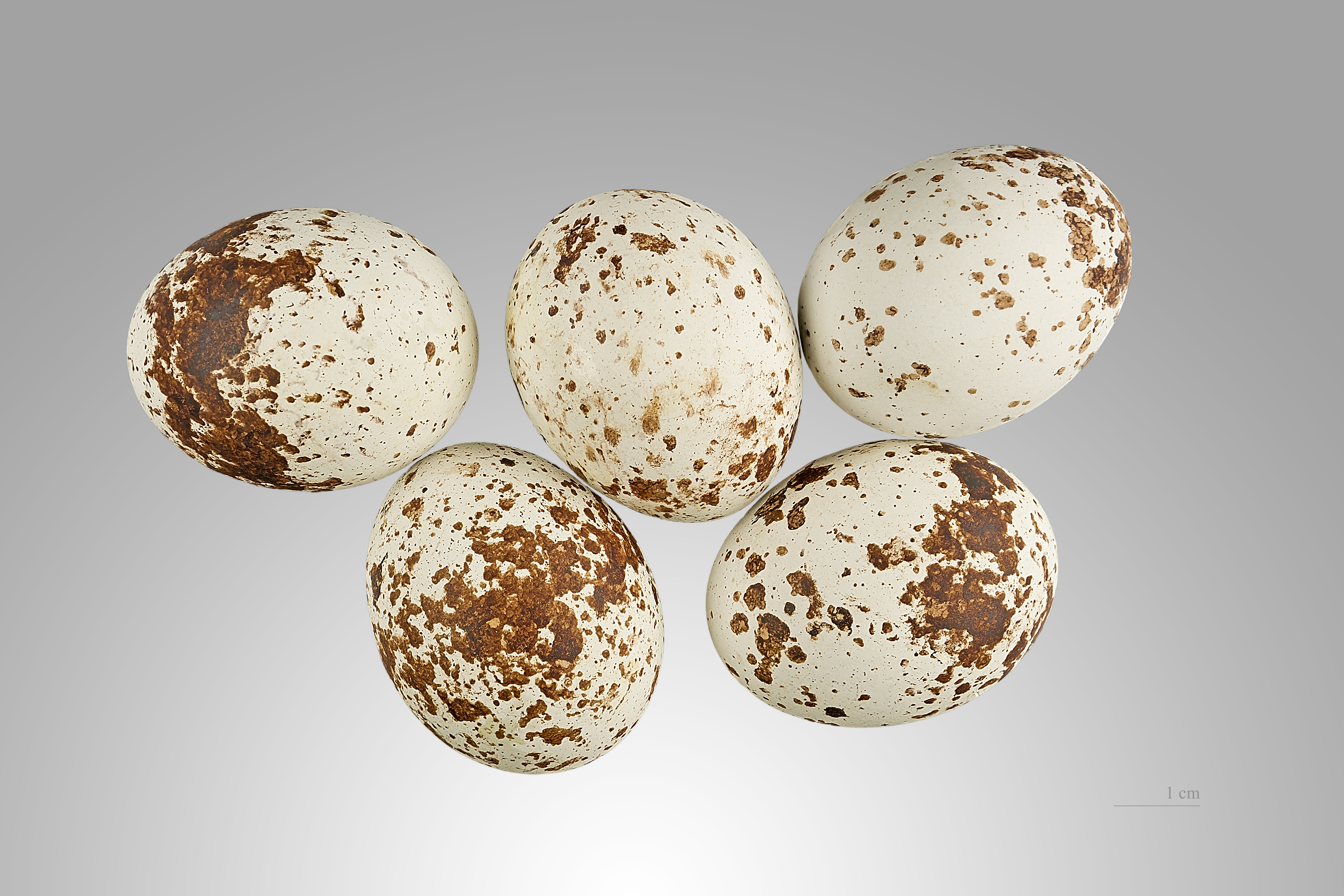
Accipiter nisus

새매(Accipiter nisus, Eurasian sparrowhawk)는 수리목 수리과의 한 종으로, 한국에서는 겨울철새이자 텃새이다. 성적 이형성이 있는 생물 중 하나로, 생김새는 수컷이 몸 위가 회색이고, 몸 아래가 흰색이다. 가슴과 배에 갈색 가로 줄무늬가 있다. 꼬리에는 5개의 검은 줄무늬가 있다. 암컷은 몸 위가 갈색이고, 가슴과 배에 역시 가로 줄무늬가 있다. 암수 모두 흰 눈썹선이 있고, 암컷의 몸 길이는 35~41cm, 수컷은 29~34cm로 암컷이 수컷보다 더 크다.
새매는 비번식기에 단독생활을 하며 개활지, 농경지, 하천, 도서 등에서 관찰된다. 소형 조류나 작은 곤충, 다람쥐 등을 먹는다. 번식기에는 약간 높은 산지나 평지의 숲 속에 서식한다. 5월 경 알 4~5개를 낳는다.
대한민국에서는 천연기념물 제323-4호 및 멸종위기 야생생물 Ⅱ급으로 지정하여 보고하고 있다.